# Сторожеве Перше (Острозький район)
Сторожеве Перше (рос. Сторожевое Первое) — село у Острогозькому районі Воронезької області Російської Федерації.
Населення становить 772 особи. Входить до складу муніципального утворення Сторожевське Перше сільське поселення.

## Історія

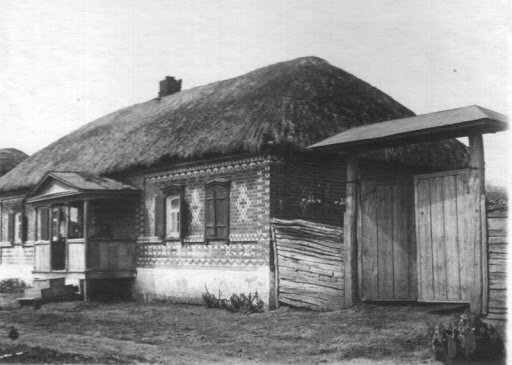
Кам'яниця в селі, 1925 рік.

Населений пункт розташований у межах суцільної української етнічної території, частини Східної Слобожанщини. До Перших визвольних змагань належав до Воронезької губернії.
Згідно із законом від 15 жовтня 2004 року входить до складу муніципального утворення Сторожевське Перше сільське поселення.

## Населення
| 2000 | 2005 | 2010 | 2012 | 2013 | 2014 | 2015 |
| ---- | ---- | ---- | ---- | ---- | ---- | ---- |
| 986  | ↘871 | ↘804 | ↘796 | ↘793 | ↘784 | ↘769 |
| 2016 | 2017 | 2018 |      |      |      |      |
| ↗782 | ↘776 | ↘772 |      |      |      |      |